# Yezoceryx walkleyae
Yezoceryx walkleyae är en stekelart som beskrevs av Setsuya Momoi 1968. Yezoceryx walkleyae ingår i släktet Yezoceryx och familjen brokparasitsteklar. Inga underarter finns listade i Catalogue of Life.